# Джанфранко Дзігоні
Джанфранко Дзігоні (італ. Gianfranco Zigoni, нар. 25 листопада 1944, Одерцо) — італійський футболіст, що грав на позиції нападника, зокрема за «Ювентус», «Верону», а також національну збірну Італії. 

## Клубна кар'єра
Народився 25 листопада 1944 року в місті Одерцо. Вихованець юнацьких команд клубів «Патронато Турроні» та «Порденоне».
У дорослому футболі дебютував 1961 року виступами за команду «Ювентус», в якій юний нападник протягом трьох сезонів, взяв участь у чотирьох матчах Серії A. 
1964 року для здобуття ігрового досвіду був відданий в оренду до «Дженоа», в якому провів два сезони в статусі гравця основного складу, у тому числі перший з них на рівні найвищого італійського дивізіону.
Повернувшись до «Ювентуса» у 1966 році, почав отримувати регулярну ігрову практику й у туринській команді. Зокрема у першому ж сезоні після повернення, який став для «старої сеньйори» чемпіонським, взяв участь у 23 іграх першості і забив вісім голів.
1970 року на запрошення головного тренера «Роми» Еленіо Еррери приєднався до лав цієї столичної команди, у якій провів два сезони, відзначившись 12-ма голами в 49 матчах чемпіонату.
Згодом протягом 1972—1978 років грав за «Верону», додавши до свого активу 29 голів у 139 іграх за шість сезонів.
Після цього провів два сезони у Серії B за «Брешію», а згодом продовжив виступи на рівні Серії D за команду «Опітерджина».
Завершував ігрову кар'єру в аматорській команді «П'явон», за яку грав до 42-річного віку.

## Виступи за збірну
1967 року провів свою єдину офіційну гру у складі національної збірної Італії.

## Кар'єра тренера
Розпочав тренерську кар'єру відразу ж по завершенні кар'єри гравця, 1987 року, як тренер молодіжної команди клубу «Опітерджина». Згодом працював з молодіжними командами декілької інших нижчолігових італійських клубів.

## Статистика виступів

### Статистика клубних виступів
| Сезон                   | Команда                 | Чемпіонат               | Чемпіонат | Чемпіонат | Усього | Усього |
| Сезон                   | Команда                 | Ліга                    | Ігор      | Голів     | Ігор   | Голів  |
| ----------------------- | ----------------------- | ----------------------- | --------- | --------- | ------ | ------ |
| 1961–62                 | «Ювентус»               | A                       | 1         | 0         | 1      | 0      |
| 1962–63                 | «Ювентус»               | A                       | 2         | 1         | 2      | 1      |
| 1963–64                 | «Ювентус»               | A                       | 1         | 0         | 1      | 0      |
| Усього за «Ювентус»     | Усього за «Ювентус»     | Усього за «Ювентус»     | 4         | 1         | 4      | 1      |
| 1964–65                 | «Дженоа»                | A                       | 24        | 8         | 24     | 8      |
| 1965–66                 | «Дженоа»                | B                       | 34        | 8         | 34     | 8      |
| Усього за «Дженоа»      | Усього за «Дженоа»      | Усього за «Дженоа»      | 58        | 16        | 58     | 16     |
| 1966–67                 | «Ювентус»               | A                       | 23        | 8         | 23     | 8      |
| 1967–68                 | «Ювентус»               | A                       | 22        | 7         | 22     | 7      |
| 1968–69                 | «Ювентус»               | A                       | 23        | 3         | 23     | 3      |
| 1969–70                 | «Ювентус»               | A                       | 14        | 4         | 14     | 4      |
| Усього за «Ювентус»     | Усього за «Ювентус»     | Усього за «Ювентус»     | 82        | 22        | 82     | 22     |
| 1970–71                 | «Рома»                  | A                       | 25        | 5         | 25     | 5      |
| 1971–72                 | «Рома»                  | A                       | 24        | 7         | 24     | 7      |
| Усього за «Рому»        | Усього за «Рому»        | Усього за «Рому»        | 49        | 12        | 49     | 12     |
| 1972–73                 | «Верона»                | A                       | 21        | 7         | 21     | 7      |
| 1973–74                 | «Верона»                | A                       | 15        | 4         | 15     | 4      |
| 1974–75                 | «Верона»                | B                       | 33        | 9         | 33     | 9      |
| 1975–76                 | «Верона»                | A                       | 18        | 2         | 18     | 2      |
| 1976–77                 | «Верона»                | A                       | 26        | 6         | 26     | 6      |
| 1977–78                 | «Верона»                | A                       | 26        | 1         | 26     | 1      |
| Усього за «Верону»      | Усього за «Верону»      | Усього за «Верону»      | 139       | 29        | 139    | 29     |
| 1978–79                 | «Брешія»                | B                       | 21        | 4         | 21     | 4      |
| 1979–80                 | «Брешія»                | B                       | 19        | 0         | 19     | 0      |
| Усього за «Брешію»      | Усього за «Брешію»      | Усього за «Брешію»      | 40        | 4         | 40     | 4      |
| 1980–81                 | «Опітерджина»           | D                       | ?         | ?         | ?      | ?      |
| 1981–82                 | «Опітерджина»           | D                       | 25        | 2         | 25     | 2      |
| 1982–83                 | «Опітерджина»           | D                       | 17        | 2         | 17     | 2      |
| Усього за «Опітерджину» | Усього за «Опітерджину» | Усього за «Опітерджину» | 42+       | 4+        | 42+    | 4+     |
| 1983–84                 | «П'явон»                | 3 Кат.                  | ?         | ?         | ?      | ?      |
| 1984–85                 | «П'явон»                | 2 Кат.                  | ?         | ?         | ?      | ?      |
| 1985–86                 | «П'явон»                | 2 Кат.                  | ?         | ?         | ?      | ?      |
| 1986–87                 | «П'явон»                | 2 Кат.                  | ?         | 4+        | ?      | 4+     |
| Усього за «П'явон»      | Усього за «П'явон»      | Усього за «П'явон»      | ?         | 4+        | ?      | 4+     |
| Усього за кар'єру       | Усього за кар'єру       | Усього за кар'єру       | 413+      | 92+       | 413+   | 92+    |

### Статистика виступів за збірну
| Дата      | Місто    | Господарі | Результат | Гості  | Турнір            | Голи | Примітки |
| --------- | -------- | --------- | --------- | ------ | ----------------- | ---- | -------- |
| 25-6-1967 | Бухарест | Румунія   | 0 – 1     | Італія | Відбір до ЧЄ 1968 | -    |          |
| Усього    |          | Матчів    | 1         |        | Голів             | 0    |          |

## Титули і досягнення
- Чемпіон Італії (1):

«Ювентус»: 1966-1967